# 4627-es mellékút (Magyarország)
A 4627-es számú mellékút egy bő 20 kilométer hosszú, négy számjegyű mellékút Jász-Nagykun-Szolnok vármegye déli részén; Öcsödöt és a 44-es főutat kapcsolja össze Martfűvel és a 442-es főúttal.

## Nyomvonala
A 44-es főútból ágazik ki, annak 60+650-es kilométerszelvényénél, a Kunszentmártoni járásba tartozó Öcsöd központjának délkeleti részén, északi irányban. Kossuth Lajos utca néven indul, majd 800 méter után, a település lakott területének északi szélén gyors egymásutánban két, közel derékszögű irányváltása is következik, amiktől függetlenül a neve változatlan marad. A Hármas-Körös egy holtágát keresztezve, ismét nagyjából északi irányban haladva lép ki a község területéről, alig több mint egy kilométer megtétele után. Pontosan a második kilométerénél éri el a Hármas-Körös hídját, amin keresztezi a folyót, majd északnak halad tovább.
5,7 kilométer után éri el a Mezőtúri járásba tartozó Mezőhék déli határszélét, innen egy darabig a két község határvonalát kíséri, északkeleti irányban. 7,5 kilométer után újból északnak fordul, egyúttal teljesen mezőhéki területre ér, keletre pedig kiágazik belőle a 46 161-es számú mellékút, Mesterszállás irányába. 11,7 kilométer után, Mezőhék belterületének keleti széle mellett elhaladva keresztezi a Tiszaföldvár-Mezőtúr közt húzódó 4628-as utat; ez itt pár lépéssel a 12. kilométere előtt jár. A kereszteződés után a 4627-es út határozottan nyugatabbi irányba kezd fordulni.
15. kilométerénél, egy vízfolyás hídját elhagyva az út eléri a Szolnoki járásba tartozó Martfű keleti határszélét, egy darabig a határvonalat kíséri, és csak 16,3 kilométer után ér teljesen martfűi területre. Ott már szinte pontosan nyugati irányt követ, és a Szarvasi út nevet viseli. 19,5 kilométer után ér be a város házai közé, ahol Rákóczi út lesz a neve, amíg el nem éri a Szolnok–Hódmezővásárhely–Makó-vasútvonal térségét, ott ugyanis délnek fordul, Mandula utca néven. Kevéssel ezután ismét nyugatnak fordul, keresztezi a vágányokat, majd véget is ér, beletorkolva a 442-es főútba, pontosabban annak a 18+650-es kilométerszelvényénél lévő körforgalmú csomópontba. Egyenes folytatása a 442-es régi nyomvonalán, Tiszaföldvár-Cserkeszőlő felé vezető 4633-as út.
Teljes hossza, az országos közutak térképes nyilvántartását szolgáló kira.gov.hu adatbázisa szerint 20,488 kilométer.

## Települések az út mentén
- Öcsöd
- Mezőhék
- Martfű

## Története
Korábban, amíg a 442-es a mainál hosszabb, nyugatabbra húzódó és több településen is végighaladó útvonal volt, a 4627-es útnak fontos szerepe volt Békés vármegye Szolnokkal és a 4-es főúttal való összekapcsolásában. A jelenlegi 442-es nyomvonal átadása óta e jelentősége csökkent.

## Hídjai

Az öcsödi híd helyreállítása (1950)

Egyetlen fontosabb hídja van, az öcsödi Hármas-Körös-híd, annak jelentősége azonban legalábbis megyei szintű: a Zielinski Szilárd tervei alapján 1895-96-ban (más adat szerint 1892-ben) épült szerkezet Jász-Nagykun-Szolnok vármegye legidősebb acélhídja. Érdekesség, hogy a tervező – abban a korban még messze nem szokatlan módon – a kivitelezésből is részt vállalt.
Az öcsödi híd volt az „igazi martfűi rém” által elkövetett bestiális gyilkosságok egyikének helyszíne, 1967 kora nyarán. Ez azért is volt lényeges, mert az itt elkövetett emberölés hátrahagyott nyomaiból jutottak el a hatóságok arra a megállapításra, hogy gyilkosságsorozattal állnak szemben, ezt követően tudtak sort keríteni a tényleges elkövető meggyanúsítására és letartóztatására is. A híd szerepel a bűncselekmény-sorozat történetét feldolgozó A martfűi rém című filmben is.